# Wilhelm Naegel
Wilhelm Josef Naegel (* 3. August 1904 in Fritzlar; † 24. Mai 1956 in Hannover) war ein deutscher Politiker der CDU.

## Leben

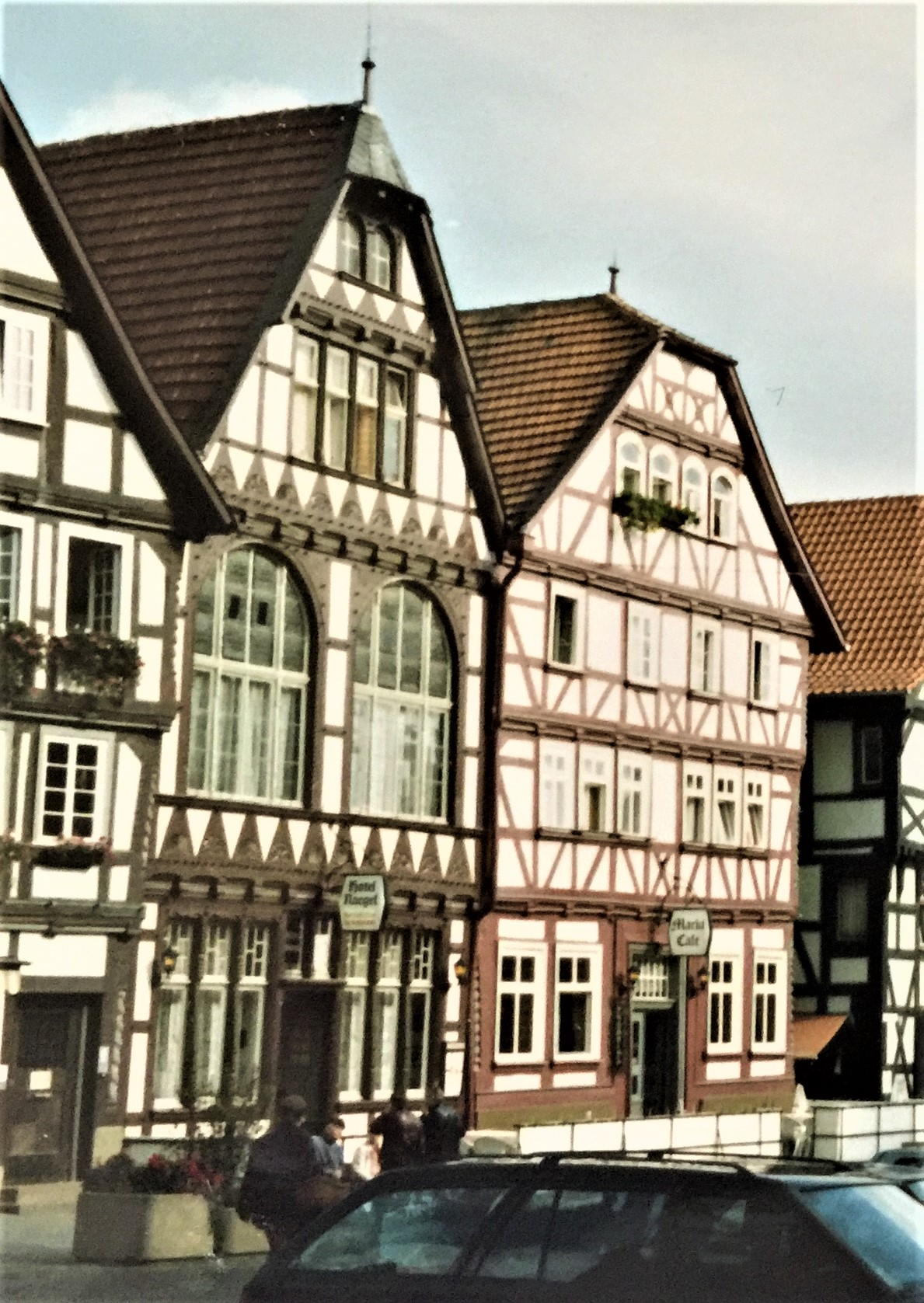
Das ehemals elterliche Hotel in Fritzlar (beide Häuser), 1988

Naegel, Sohn eines Gastwirts und Hotelbetreibers in Fritzlar, absolvierte nach dem Abitur eine technisch-kaufmännische Lehre in einem Industriebetrieb und studierte anschließend an der Handelshochschule Berlin. Danach war er an der Universität Köln, an der Handelshochschule in Königsberg und der Technischen Hochschule in Braunschweig. Nach seinem Studium war der Diplom-Kaufmann und Diplom-Handelslehrer Naegel als Geschäftsführer im Einzelhandel beschäftigt. Für die Firma C&A Brenninkmeyer war er von 1930 bis 1933 in London und Amsterdam tätig, bevor er Hauptgeschäftsführer ihrer Niederlassung in Hannover wurde und in die Hauptgeschäftsleitung aufrückte.
Während der Weimarer Republik war Naegel Mitglied der Zentrumspartei. Nach dem Zweiten Weltkrieg war er im Oktober 1945 – zusammen mit Bernhard Pfad, Anton Storch, Adolf Cillien und Arnold Fratzscher – Mitbegründer der CDU in Hannover und in der britischen Zone. Von 1946 bis 1948 war er Mitglied des Zonenbeirates für die Britische Besatzungszone. Für Niedersachsen gehörte er 1947 bis 1949 dem Wirtschaftsrat der Bizone an, wo er bis 1948 den Wirtschaftsausschuss leitete. Am 23. August 1946 wurde er Mitglied des Ernannten Landtags von Hannover und am 9. Dezember Mitglied des Ernannten Landtags von Niedersachsen. Dem gewählten Landtag dieses Landes gehörte er in der ersten Legislaturperiode vom 20. April 1947 bis zum 18. Juni 1947 an. Bei der Bundestagswahl 1949 wurde Naegel auf der Landesliste der CDU in den Deutschen Bundestag gewählt, dem er bis zu seinem Tod angehörte. Ab 8. Oktober 1953 war er Vorsitzender des Bundestagsausschusses für Wirtschaftspolitik.
Wilhelm Naegel war 1949 einer der Mitbegründer des Bundes Katholischer Unternehmer (BKU). Er gehörte mit Franz Greiss, Peter H. Werhahn, Werner Habig, Theophil Herder-Dorneich, Werner Linnemann, Peter Zettelmeyer und August Küster dem ersten Vorstand an.
1953 wurde er von Kardinal-Großmeister Nicola Kardinal Canali zum Ritter des Ritterordens vom Heiligen Grab zu Jerusalem ernannt und am 1. Mai 1953 durch Lorenz Jaeger, Großprior der deutschen Statthalterei, investiert.